# Fusão nuclear do neônio
A fusão nuclear do neônio é um tipo de reação nuclear que só ocorre em estrelas massivas (pelo menos 8 MSolar). A fusão do neônio requer altas temperaturas e densidades de aproximadamente 1.2×109 K e 4×109 kg/m3.
A tais temperaturas, a fotodesintegração se converte em um efeito significativo. Algumas partículas de neônio se decompõem, liberando partículas alfa, assim:
20Ne + γ → 16O + 4He
Estas partículas alfa podem ser recicladas para produzir magnésio-24:
20Ne + 4He → 24Mg + γ
Ou, alternativamente:
20Ne + n → 21Ne + γ
21Ne + 4He → 24Mg + n
Onde o nêutron consumido no primeiro passo é regenerado no segundo.
A fusão do neônio toma lugar após a fusão do carbono ter consumido todo o carbono do núcleo e ter sido formado um novo núcleo de oxigênio/neônio/magnésio. O núcleo se esfria, a pressão gravitacional o comprime, aumentando a densidade e a temperatura até o ponto de ignição da fusão do neônio.
Durante a fusão nuclear do neônio, oxigênio e magnésio acumulam-se no núcleo central enquanto o neônio é consumido. Após uns poucos anos, a estrela consome todo o seu neônio e o núcleo esfria mais uma vez. Consequentemente, a pressão gravitacional toma lugar e comprime o núcleo central, aumentando sua densidade e temperatura até que possa começar o processo de fusão nuclear do oxigênio.
Estudam-se a formação de alumínio-26 e emissão e observação astronômica de raios gama em combustões de neônio explosivas, durante os processos de fusão do carbono. Igualmente, estudam-se os processos de fusão de neônio nas estrelas de massas acima de 4 massas solares onde já estabeleceu-se a fusão do oxigênio. Estuda-se a fusão de neônio em camadas externas ao núcleo de matéria degenerada. Os processos nucleares finais de estrelas massivas, incluindo a fusão de neônio, passando pela fusão de hélio e demais processos de núcleos mais leves, são importantes na formação de binários e estrelas de nêutrons duplas. Um campo de pesquisa é o processo de fusão do neônio e outros em estrelas supermassivas, com massas acima de 60 massas solares. A importância da fusão do neônio na emissão de raios cósmicos também é campo de estudos.